# Dawsicola
Dawsicola is een monotypisch geslacht van schimmels uit de orde Helotiales. Het bevat alleen Dawsicola neglecta.